# Шибенеас, Терьи
Терьи Шибенеас (фар. Terji Skibenæs) — фарерский гитарист-виртуоз, татуировщик. Прославился как участник викинг-метал группы Týr.

## Биография
Терьи Шибенеас родился в городе Торсхавн, но с детства жил на острове Эстурой (Дания). В возрасте 13 лет начал играть на гитаре. Он был самоучкой и учился играть по книгам и самоучетелям. Его любимыми гитаристами тогда были Рэнди Роудс и Джон Петруччи.
В 2001 году он в составе фарерской группы Flux участвовал в конкурсе, где познакомился с Хери Йонсеном. Того впечатлило мастерство Терьи и он пригласил его в свою группу Týr в качестве гитариста. Терьи согласился. На тот момент ему было всего лишь 19 лет, он был самым молодым членом группы. Поиграв в группе три года (2000—2003), Шибенеас покинул Týr, но через год снова вернулся.
В 2009 году Терьи Шибенеас заключил контракт с компанией Ibanez, который действует в наше время.

### Другие занятия
До того, как заняться музыкой профессионально, Терьи работал водителем грузовика на Родине. В 2009 году Шибенеас занялся татуировкой. В 2011 году он стал профессиональным татуировщиком. В настоящее время Терьи Шибенеас активно работает татуировщиком. На данный момент у него имеется своя компания — Terji Tatoo.

## Дискография
- Ólavur Riddararós (2002)
- Eric The Red (2003)
- Ragnarok(2006)
- Land (2008)
- By The Light Of The Northern Star (2009)
- The Lay Of Thrym (2011)
- Valkyrja (2013)